# Micrurapteryx bidentata
Micrurapteryx bidentata är en fjärilsart som beskrevs av Remigijus Noreika 1992. Micrurapteryx bidentata ingår i släktet Micrurapteryx och familjen styltmalar. Inga underarter finns listade i Catalogue of Life.